# Suin (Saône-et-Loire)
Suin település Franciaországban, Saône-et-Loire megyében. Lakosainak száma 274 fő (2022. január 1.). Suin Saint-Bonnet-de-Joux, Beaubery, Chiddes, Pressy-sous-Dondin, Sivignon és Verosvres községekkel határos.

## Népesség
A település népessége az elmúlt években az alábbi módon változott:
| Lakosok száma | 286  | 274  | 275  | 266  | 261  | 257  | 263  | 268  | 274  |
|               | 2013 | 2015 | 2016 | 2017 | 2018 | 2019 | 2020 | 2021 | 2022 |